# Ґейл Рікетсон
Ґейл Рікетсон (англ. Gail Ricketson, 12 вересня 1953) — американська академічна веслувальниця.
Бронзова призерка Олімпійських Ігор 1976 року в складі вісімки.